# Teorema de Friedlander–Iwaniec
Em Teoria analítica dos números, o teorema de Friedlander–Iwaniec, chamado por vezes de Teorema de Bombieri-Friedlander-Iwaniec, afirma que existem muitos números primos da forma {\displaystyle a^{2}+b^{4}}.  Os primeiros números primos desta sequência são:
2, 5, 17, 37, 41, 97, 101, 137, 181, 197, 241, 257, 277, 281, 337, 401, 457, 577, 617, 641, 661, 677, 757, 769, 821, 857, 881, 977, … (sequência A028916 na OEIS)
Este teorema foi provado em 1997 por John Friedlander e Henryk Iwaniec, usando técnicas de teoria dos crivos primeiro desenvolvidas por Enrico Bombieri. Iwaniec recebeu em  2001 o Prêmio Ostrowski em parte, pelas suas contribuições neste trabalho.
Este resultado, contudo, não implica haver um número infinito de primos da forma {\displaystyle a^{2}+1}, ou
2, 5, 17, 37, 101, 197, 257, 401, 577, 677, 1297, 1601, 2917, 3137, 4357, 5477, 7057, 8101, 8837, 12101, 13457, 14401, 15377, … (sequência A002496 na OEIS)
sendo este último um problema não-resolvido. 

## Further reading
- Cipra, Barry (1998), «Sieving Prime Numbers From Thin Ore», Science, 279 (5347), doi:10.1126/science.279.5347.31.